# Gilbert Bécaud et ses chansons
Albums de Gilbert Bécaud
Récital numéro 1 - Mes Grands Succés
(1955)
gilbert becaud est le premier album studio de Gilbert Bécaud paru en 1953 au format 33 tours 25 cm. On peut également le trouver sous l'appellation Gilbert Bécaud et ses chansons.

## Face-A
1. Quand tu danses (Pierre Delanoë/Gilbert Bécaud)
2. Les Croix (Louis Amade/Gilbert Bécaud)
3. Il faut bâtir ta maison (Pierre Delanoë/Gilbert Bécaud)
4. Viens (Charles Aznavour/Gilbert Bécaud)

## Face-B
1. C'était mon copain (Louis Amade/Gilbert Bécaud)
2. Mé-qué, mé-qué (Charles Aznavour/Gilbert Bécaud)
3. Ding-dong, sonnez (Louis Amade/Gilbert Bécaud)
4. Donne-moi (Charles Aznavour/Gilbert Bécaud)

## Version CD sur leCoffret l'Essentiel(2011)
Young Man of Paris in Moods of Love (1954)
1. Medley - Première partie :

- Mes mains (Pierre Delanoë/Gilbert Bécaud)
- Accroche-toi à ton étoile (Louis Amade/Gilbert Bécaud)
- Les Croix (Louis Amade/Gilbert Bécaud)
- Un nouveau printemps tout neuf (Charles Aznavour, René Vernadet/Gilbert Bécaud)
- La ballade des baladins (Louis Amade/Gilbert Bécaud)
- Passe ton chemin (Pierre Delanoë/Gilbert Bécaud)
- Ah ! Dites-moi pourquoi je l'aime (Louis Amade, François Vermeille/Gilbert Bécaud)

1. Medley - Deuxième partie :

- Ça ! (c'est formidable) (Charles Aznavour/Gilbert Bécaud)
- À midi sur les Champs-Élysées (Tommy Franklin/Gilbert Bécaud)
- I Want To Be Kissed (Charles Aznavour/Gilbert Bécaud) (seulement sur le CD)
- Les Enfants oubliés (Louis Amade/Gilbert Bécaud)
- Viens (Charles Aznavour/Gilbert Bécaud)
- Pauvre pêcheur (Louis Amade/Gilbert Bécaud)
- Mé-qué, mé-qué (Charles Aznavour/Gilbert Bécaud)
- Quand tu danses (Pierre Delanoë/Franck Gérald, Gilbert Bécaud)

45T de 1953
- Madame Pompadour (Pierre Delanoë/Gilbert Bécaud)
- Moi je sais (Louis Amade/Gilbert Bécaud)
- La ballade des baladins (Louis Amade/Gilbert Bécaud)
- Mes mains (Pierre Delanoë/Gilbert Bécaud)
- Un nouveau printemps tout neuf (Charles Aznavour, René Vernadet/Gilbert Bécaud) (1952)
- Accroche-toi à ton étoile (Louis Amade/Gilbert Bécaud)
- Ah! Dites-moi pourquoi je l'aime (Louis Amade, François Vermeille/Gilbert Bécaud)
- Moi je me méfie des anges (Jacques Dutailly/Gilbert Bécaud)

45T de 1954
- Les Enfants oubliés (Louis Amade/Gilbert Bécaud)
- T'as raison mon ami (Louis Amade/Gilbert Bécaud)
- Laissez faire, laissez dire (Pierre Delanoë/Gilbert Bécaud)
- Passe ton chemin (Pierre Delanoë/Gilbert Bécaud)
- Je veux te dire adieu (Charles Aznavour/Gilbert Bécaud)